# Majīneh
Majīneh (persiska: مجينه) är en ort i Iran.   Den ligger i provinsen Zanjan, i den nordvästra delen av landet, 300 km väster om huvudstaden Teheran. Majīneh ligger 1 849 meter över havet och antalet invånare är 366.
Terrängen runt Majīneh är kuperad. Runt Majīneh är det ganska glesbefolkat, med 47 invånare per kvadratkilometer. Närmaste större samhälle är Gūyjeh Qayah, 5,7 km sydost om Majīneh. Trakten runt Majīneh består i huvudsak av gräsmarker.